# 58622 Setoguchi
58622 Setoguchi este un asteroid din centura principală de asteroizi.

## Descriere
58622 Setoguchi este un asteroid din centura principală de asteroizi. A fost descoperit pe 2 noiembrie 1997 la Yatsuka de Hiroshi Abe (astronom) și Seidai Miyasaka. Asteroidul prezintă o orbită caracterizată de o semiaxă mare de 2,64 ua, o excentricitate de 0,09 și o înclinație de 13,8° în raport cu ecliptica.